# Огнемётный танк
Огнемётный танк (химический танк — в советской военной терминологии первой половины XX века, например: ХТ-26, ХТ-130 и т. д.) — танк, или, реже, другая броневая машина, чьим основным вооружением является огнемёт. 
Его основное назначение — поддержка пехоты при штурме укреплённых позиций противника. Как правило, огнемётный танк создаётся на основе серийных танков путём установки огнемёта на месте основного или вспомогательного вооружения (в отличие от боевой машины огнемётчиков, где огнемёт является вооружением команды огнемётчиков, а не самой машины).
Относится к танкам особого назначения или специальным танкам. 
Первые опыты с установкой огнемётов на танки производились в годы Первой мировой войны, но широкое распространение огнемётные танки получили только к 1930-м годам. Они активно использовались во Второй мировой войне, а также в послевоенные десятилетия. К концу XX века огнемётные танки в основном были сняты с вооружения.

## История огнемётных танков

### Первая мировая война
Идея оснащения танка огнемётом впервые появилась в 1916 году, уже вскоре после того, как в бой вступили первые танки. Проекты огнемётных танков разрабатывались в Германии и в США, однако практической реализации они в то время так и не получили, во многом из-за несовершенства как танков, так и огнемётов того времени.

### Межвоенный период
Успехи советской оборонной промышленности, в конце 1920-х годов, позволили начать моторизацию и механизацию ВС СССР, сначала подразделений, а позже частей и соединений Красной Армии и Флота.

Постановлением Совета Труда и Обороны от 1 августа 1931 года была принята так называемая большая танковая программа, которая исходила из того, что технические достижения в области танкостроения в СССР «создали прочные предпосылки к коренному изменению общей оперативно-тактической доктрины по применению танков и потребовали решительных организационных изменений автобронетанковых войск в сторону создания высших механизированных соединений, способных самостоятельно решать задачи как на поле сражения, так и на всей оперативной глубине современного боевого фронта.
— А. И. Радзиевский, «Танковый удар», М., Воениздат, 1977 год.
В 1932 году РВС СССР принял постановление «О придании мехбригаде химических и других средств для борьбы с закрепившейся пехотой противника», тем самым задав направление для проектирование химических танков (огнемётные средства относятся к химвойскам). В качестве основы для химического танка был выбран танк Т-26, в 1931 году поставленный на массовое производство в СССР. Эта бронированная машина, на тот период времени, отличалась хорошими характеристиками, превосходя зарубежные танки, по бронированию и ходовым качествам. Задание на разработку боевой химической машины (БХМ-3/ХТ-26) поручили Военно-химическому управлению (ВОХИМУ) РККА, в свою очередь ВОХИМ, доверил эту работу КБ-2 завода № 174 в Ленинграде (основные танковые агрегаты) и КБ завода «Компрессор» (химическое оборудование). БХМ-3 помимо огнемёта оснащалась приборами дымового пуска и распылителями отравляющих веществ, поэтому такие танки именовались не огнемётными, а «химическими».
Первые боеспособные огнемётные танки появились в начале 1930-х годов: ХТ-27, ХТ-26 и ряд других — в СССР, CV3 L.F. — в Италии. Всерьёз занимались созданием современного парка огнемётных танков в межвоенные годы только в СССР — до начала Второй мировой войны советской промышленностью было выпущено более 1 300 огнемётных танков различных видов. В других же странах, в том числе и обладавших развитой танкостроительной промышленностью, новый вид вооружения вплоть до начала Второй мировой войны не получил практически никакого развития. Исключение составляла только Италия, обладавшая небольшим количеством огнемётных CV3 L.F на базе танкетки CV3/33.
К середине 1930-х годов состоялось и первое боевое применение огнемётных танков. Италия применяла свои огнемётные танкетки во Второй итало-эфиопской войне 1935—1936 годов, также CV3 L.F использовались итальянским экспедиционным корпусом в ходе Гражданской войны в Испании в 1936—1938 годах.
Советские войска же впервые применили огнемётные танки в Хасанских боях в 1938 году и позднее в боях на Халхин-Голе в 1939 году.

### Вторая мировая война

#### СССР
К началу Второй мировой войны СССР обладал значительным количеством химических танков, однако состоял он почти полностью из устаревших машин, в подавляющем большинстве использовавших шасси Т-26. Тем не менее, велись активные работы по установке огнемётов в современные для того периода танки. Уже в 1939 году началась разработка огнемётного танка на базе танка А-32, ставшего прообразом Т-34. Начало войны и массовая эвакуация предприятий на Восток задержали запуск танка в производство, но уже к началу 1942 года был развёрнут серийный выпуск ОТ-34, ставшего наиболее массовым огнемётным танком Второй мировой войны.

## Список огнемётных танков по странам
| Вариант                           | Базовый танк      | Годы производства | Число выпущенных, шт |
| Великобритания                    | Великобритания    | Великобритания    | Великобритания       |
| --------------------------------- | ----------------- | ----------------- | -------------------- |
| «Черчилль ОУК»                    | «Черчилль»        | 1942              | 3                    |
| «Черчилль Крокодайл»              | «Черчилль»        | 1943—1945         | 800                  |
| «Уосп»                            | Universal Carrier |                   |                      |
| «Матильда Фрог»                   | «Матильда»        | 1944              | 25                   |
| «Матильда Мюррей»                 | «Матильда»        | 1945              |                      |
| Германия                          |                   |                   |                      |
| Flammpanzer II (PzKpfw II (Fl))   | Pz Kpfw II        | 1939—1941         | 155                  |
| Pz. B2 (Fl)                       | Char B1           | 1941—1942         | 60                   |
| Flammpanzer III (PzKpfw III (Fl)) | Pz Kpfw III       | 1943              | 100                  |
| StuG III (Fl)                     | StuG III          | 1943              | 10                   |
| Flammpanzer 38(t)                 | Hetzer            | 1944              | 20                   |
| Sd.Kfz.251/16                     | Sd.Kfz.251        | 1943—?            |                      |
| Италия                            |                   |                   |                      |
| CV3 L.F.                          | CV3/33            |                   |                      |
| L6/40 L.F.                        | L6/40             |                   |                      |
| СССР                              |                   |                   |                      |
| ХТ-27 (ОТ-27)                     | Т-27              | 1932              | 187                  |
| ХТ-37 (БХМ-4)                     | Т-37              | 1935—1936         | 75                   |
| ХТ-38                             | Т-38              |                   |                      |
| ХТ-29                             | Т-29              |                   | проект               |
| ХТ-26 (ОТ-26, БХМ-3)              | Т-26              | 1932—1935         | 552                  |
| ХТ-130 (ОТ-130)                   | Т-26              | 1936—1939         | 401                  |
| ХТ-131 (ОТ-131)                   | Т-26              |                   |                      |
| ХТ-132 (ОТ-132)                   | Т-26              |                   |                      |
| ХТ-133 (ОТ-133)                   | Т-26              | 1939—1940         | 269                  |
| ХТ-134 (ОТ-134)                   | Т-26              | 1940              | 2                    |
| БХМ-2                             | БТ-5              | 1935              | 3                    |
| ХБТ-5                             | БТ-5              | 1937              |                      |
| ХБТ-7                             | БТ-7              | 1936              |                      |
| ХТ-7 (ОТ-8)                       | БТ-7              | 1940              | несколько            |
| ОП-7                              | БТ-7              | 1941              | 1                    |
| Т-40 (огнемётный вариант)         | Т-40              | 1941              | несколько            |
| ОТ-34                             | Т-34              | 1942—1944         | 1170                 |
| ОТ-34-85                          | Т-34-85           | 1944—1945         | 331                  |
| КВ-8                              | КВ-1              | 1942—1943         | 102                  |
| КВ-8С                             | КВ-1с             | 1943              | 35—37                |
| ОТ-54                             | Т-54              | 1954—?            |                      |
| Объект 483                        | Т-54              | 1959              | 1                    |
| ОТ-55                             | Т-55              | 1960—?            |                      |
| ОТ-62                             | Т-62              |                   |                      |
| США                               |                   |                   |                      |
| «Сатана»                          | «Стюарт»          | 1943              | 20                   |
| «Шерман POA»                      | «Шерман»          |                   |                      |
| Sherman Crocodile                 | «Шерман»          |                   | 4                    |
| M67                               | M48               | 1965—?            |                      |
| Чехословакия                      |                   |                   |                      |
| PM-I                              | Hetzer            | 1951              | 1                    |

- Огнемётная модификация бронетранспортёра Universal Carrier.
- Огнемётный танк M67 во Вьетнаме, 1966 год.
- Огнемётный танк M67 во Вьетнаме.
- Огнемётная модификация танка «Шерман» во время битвы за Иводзиму
- «Крокодил» — огнемётная модификация танка «Черчилль»